# Jorge Pacheco
Jorge Germán Pacheco (ur. ok. 1889 w Montevideo  – zm. 1957)- piłkarz urugwajski, pomocnik.
W reprezentacji Urugwaju Pachceco zadebiutował w 1910 roku, gdy był jeszcze piłkarzem klubu Club Nacional de Football.
Jako piłkarz klubu CA Peñarol był w kadrze reprezentacji Urugwaju podczas turnieju Copa América 1916 - pierwszych w dziejach mistrzostwach Ameryki Południowej oraz pierwszych w dziejach mistrzostwach kontynentalnych. Urugwaj zdobył tytuł pierwszego mistrza Ameryki Południowej, a Pacheco zagrał w dwóch meczach - z Chile i Brazylią, gdzie pełnił rolę kapitana zespołu.
Wciąż jako gracz Peñarolu wziął udział w turnieju Copa América 1917, gdzie Urugwaj ponownie został mistrzem Ameryki Południowej. Pacheco, jako kapitan drużyny, zagrał we wszystkich trzech spotkaniach - z Chile, Brazylią i Argentyną.
Od 15 sierpnia 1910 do 14 października 1917 rozegrał w reprezentacji Urugwaju 28 meczów.